# تيتي أسود رمادي
سعدان تيتي أسود رمادي (الأسم العلمي: lecturocebus cinerascens) هو نوع من قرود التيتي، رتبة قرود العالم الجديد، يستوطن البرازيل. تم وصفه في الأصل على أنه Callicebus cinerascens في عام 1823.